# Shigeru Mizuki
Shigeru Mizuki (Japans: 水木 しげる, Mizuki Shigeru) (Osaka, 8 maart 1922 - Tokio, 30 november 2015) was een Japans mangaka en geschiedkundige. Hij is vooral bekend voor de mangareeksen GeGeGe no Kitaro (Japans: ゲゲゲの鬼太郎) – oorspronkelijk getiteld Hakaba Kitaro (Japans: 墓場鬼太郎) – Kappa no Sanpei en Akuma-kun. Hij werd geboren te Osaka en groeide op in de stad Sakaiminato. Later verhuisde hij naar Chofu, waar hij woonde tot zijn dood. Zijn pennaam is afkomstig uit een periode in zijn leven waarin hij een herberg genaamd 'Mizuki Manor' uitbaatte. Aldaar tekende hij prenten voor kamishibai. Hij specialiseerde in verhalen over yokai (妖怪, monsters en geesten uit de Japanse folklore) en wordt gezien als een meester in het genre. Mizuki was ook een bekend geschiedkundige. Hij publiceerde werken over wereldgeschiedenis, de Japanse geschiedenis en zijn eigen ervaringen als soldaat tijdens Wereldoorlog II.

## Leven

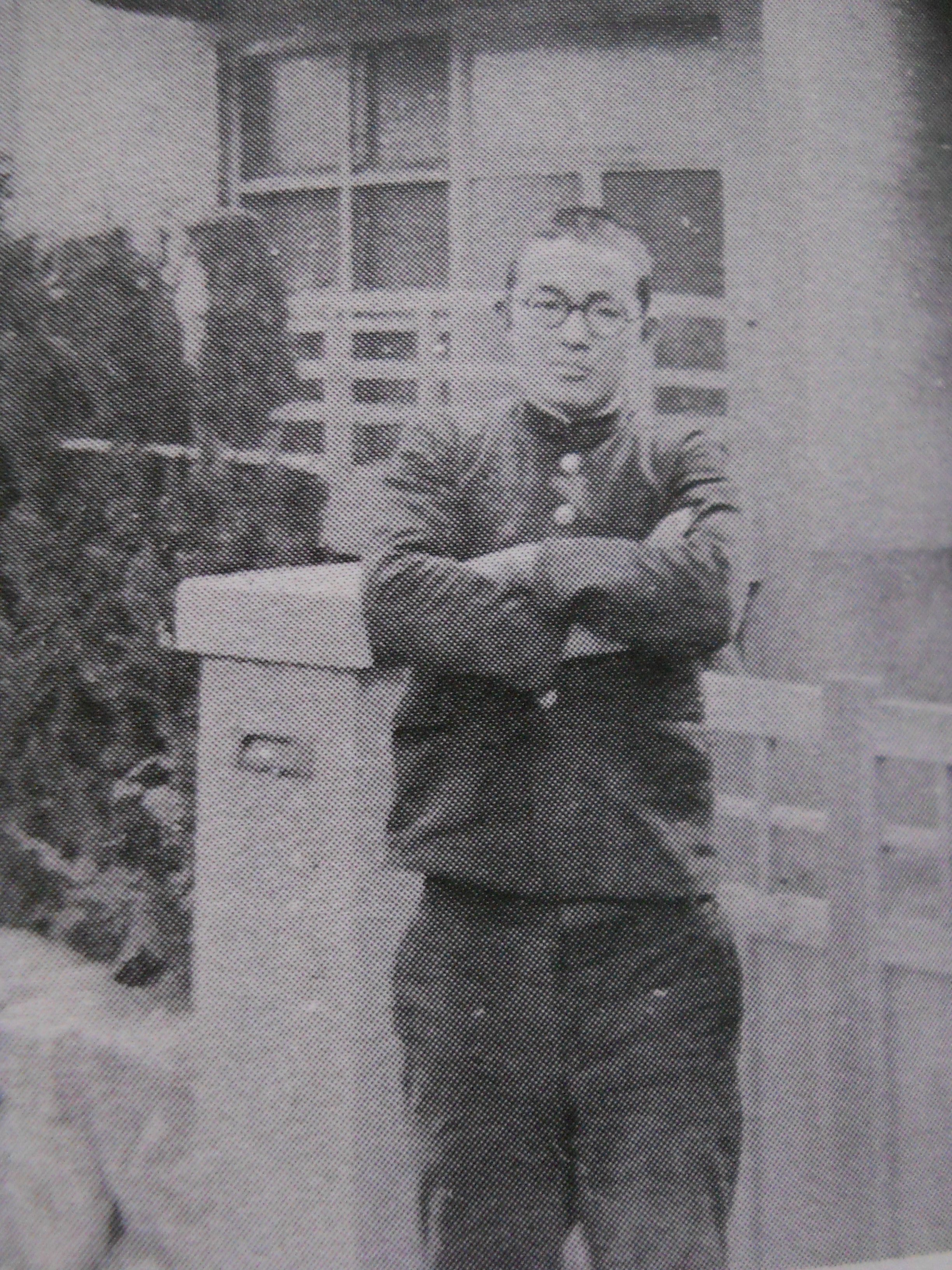
Shigeru Mizuki op 18-jarige leeftijd, c. 1940

Mizuki werd geboren als Shigeru Mura (武良 茂 Mura Shigeru) te Osaka. Hij was de tweede zoon van drie. Hij groeide op in de kuststad Sakaiminato, waar hij tijdens zijn kindertijd vaak deel nam aan vechtpartijtjes en kinderlijke rivaliteit. Reeds op vroege leeftijd toonde hij een groot talent voor kunst. Tijdens de lagere school waren zijn leerkrachten zo onder de indruk van zijn tekentalent dat ze een tentoonstelling van zijn werk organiseerden. Later werd hij in de lokale krant benoemd als een wonderkind. Mizuki had een grote fascinatie voor het bovennatuurlijke. Deze interesse werd gevoed door een lokale vrouw genaamd Fusa Kageyama die veel spookverhalen vertelde. Mizuki noemde haar als kind "Nononba".
In 1942 werd Mizuki opgeroepen voor zijn legerdienst. Hij werd naar Nieuw-Brittannië in Papoea-Nieuw-Guinea gestuurd, waar hij deelnam aan de strijd om Rabaul. Deze periode had een grote invloed op hem. Hij leed er aan malaria, zag er vrienden sterven en kwam andere diverse oorlogsgruwelen tegen. Tijdens een geallieerde luchtaanval kwam hij in een explosie terecht, waardoor hij zijn dominante arm (links) verloor. Hij overleefde de aanval als enige van zijn peloton. Deze oorlogservaringen resulteerden in een groot geloof in pacifisme en de goede wil van de mensheid. Daarom kunnen zijn yokai personages in zijn manga enkel gezien worden door mensen in tijden van vrede en nooit van oorlog. Ook kregen deze personages nooit kenmerken van bepaalde rassen of nationaliteiten mee omdat zij het potentieel van de menselijkheid voorstelden. Tijdens zijn verblijf in een Japans veldhospitaal in Rabaul bevriende hij de lokale Tolai bevolking. Zij boden hem land, een huis en burgerschap aan via een huwelijk met een van hun vrouwen. Hoewel Mizuki overwoog om te blijven, werd hij door een legerdokter overhaald om eerst terug te keren naar Japan om er zijn arm te laten behandelen en om zijn ouders terug te zien. Dit deed hij met tegenzin.
Eens terug thuis plande Mizuki om terug te keren naar Papoea-Nieuw-Guinea. De bezetting van Japan maakte dit onmogelijk. Na zijn terugkeer naar Japan voerde hij een grote variëteit aan jobs uit, zoals visverkoper en kamishibai tekenaar.
In 1957 bracht Mizuki zijn debuutstrip Rocketman uit. Later publiceerde hij vele andere werken met als centrale thema's het leger ( zoals bijvoorbeeld Onward Towards Our Noble Deaths) en yokai. NonNonBa uit 1973 is een autobiografisch verhaal over zijn grootmoeder. Hij schreef ook boeken over deze onderwerpen, waaronder een autobiografie over zijn tijd in Nieuw-Brittannië en een mangabiografie over Adolf Hitler.. Showa is een vierdelige reeks die de Showa-geschiedenis van Japan vertelt, afgewisseld met autobiografische herinneringen. In de reeks komen personages uit eerdere strips voor. In 1991 bracht hij een kort werk getiteld War and Japan uit in het magazine The Sixth Grader, een educationeel tijdschrift voor jongeren. Het werk vertelde over de gruwels die het Japanse leger uitvoerde in China en Korea. Het wordt verteld door het personage Nezumi Otoko uit zijn mangareeks GeGeGe no Kitaro. Deze uitgave was een protestactie tegen de geschiedenis-herschrijvende manga die na de oorlog werden gepubliceerd door auteurs als Yoshinori Kobayashi. Ook was het een manier voor Mizuki om zijn woede te uiten tegenover zij die verantwoordelijk waren voor de slachtoffers van Japan.
In 2003 keerde Mizuki terug naar Rabaul om er de draad terug op te pikken met de lokale bevolking, die een straat naar hem vernoemden.
In 2005 had Mizuki een gastrolletje in de film Yōkai Daisenso van Takashi Miike. Mizuki's werk was namelijk een grote inspiratiebron voor deze film, alsook het werk van Hiroshi Aramata. Op het einde van het verhaal speelt hij een pacifistisch personage die de oorlogszuchtige antagonist van de film veroordeeld. Ook bevestigt hij dat yokai van nature vredevolle en speelse wezens zijn. De film bevat een korte uitleg over zijn oeuvre. In 2010 zond NHK een programma uit over Mizuki's huwelijksleven op basis van de autobiografie van zijn vrouw, getiteld Gegege no Nyobo.
Op 30 november 2015 overleed Mizuki aan hartfalen in een ziekenhuis in Tokio nadat hij thuis een hartaanval kreeg.
Mizuki won tijdens zijn leven verscheidene prijzen voor zijn werk, voornamelijk voor GeGeGe no Kitaro.

## Sakaiminato

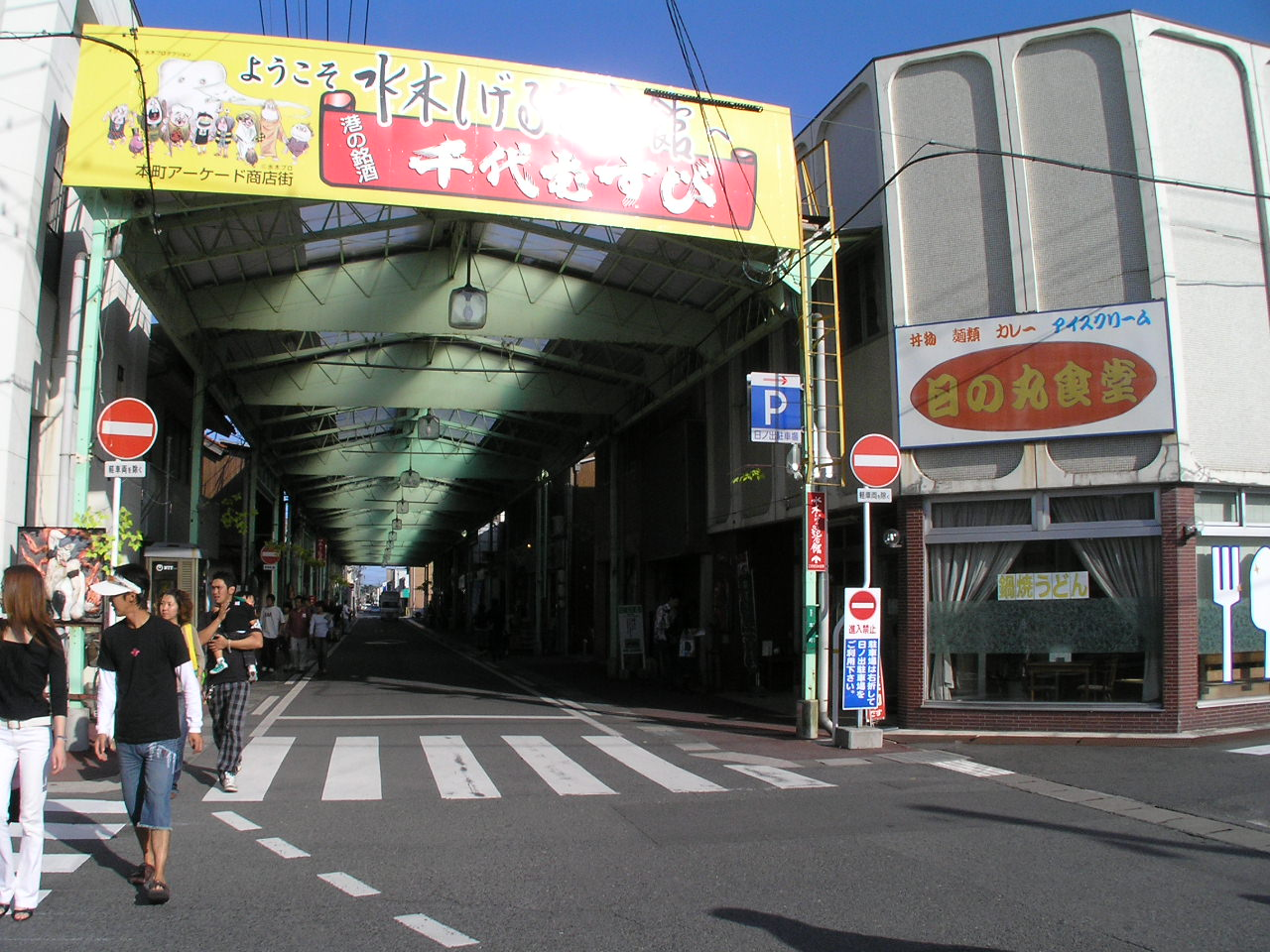
Mizuki Road

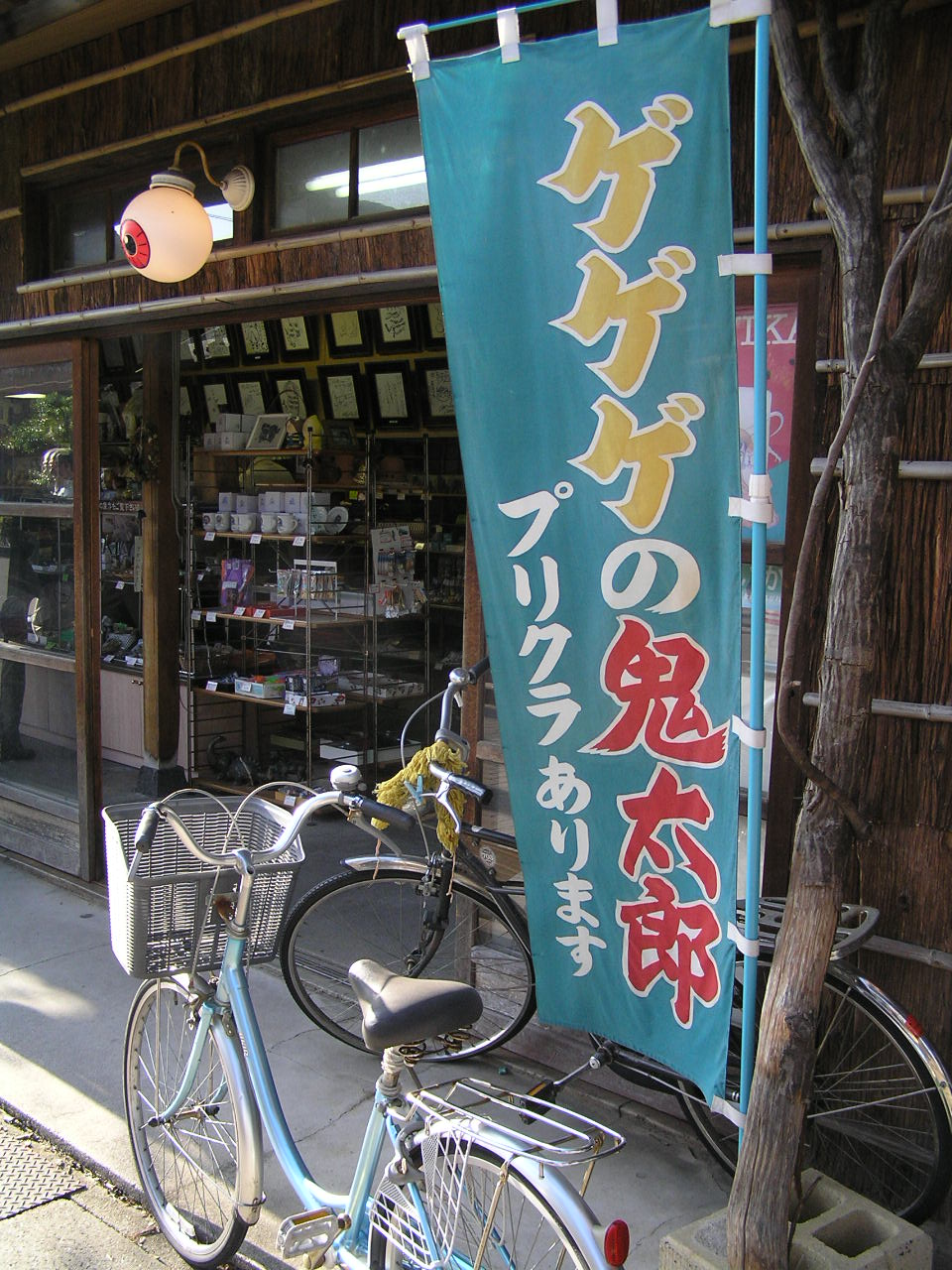
Mizuki Road

De stad Sakaiminato, waar Mizuki woonde tijdens zijn kindertijd, heeft een straat die gewijd is aan de geesten en monsters in Mizuki's verhalen. Honderd bronzen standbeelden van deze personages bewonen deze straat. De stad heeft ook een museum aan hem gewijd.

## Werkselectie

### Publicaties in het Engels
- Kitaro, Drawn & Quarterly (voorafgaand aan de latere 7 delen, bevat andere verhalen)
- GeGeGe no Kitaro (1967–1969), 7 delen
- Hitler (劇画ヒットラー, Gekiga Hittorā, 1971), Drawn & Quarterly
- Onward Towards Our Noble Deaths (1973)
- NonNonBa (のんのんばあとオレ, Nonnonba to Ore) (1977), Drawn & Quarterly
- Showa: A History of Japan (1988–1989), 4 delen, Drawn & Quarterly
  - 1926-1939, Drawn & Quarterly
  - 1939-1944, Drawn & Quarterly
  - 1944-1953, Drawn & Quarterly
  - 1953-1989, Drawn & Quarterly
- Tono Monogatari, Drawn & Quarterly 2021

### Manga
- Hakaba Kitaro (1960–1964)
- Kappa no Sanpei (河童の三平, 1961–1962)
- Akuma-kun (1963–1964)
- Terebi-kun (テレビくん, 1965)
- The Miraculous Notebook (不思議な手帖, Fushigina Techō, 1973) — een one-shot manga gepubliceerd in het magazine Comic Mystery over een notaboekje dat iedereen vermoordt wiens naam erin geschreven wordt. Hetzelfde idee werd later gebruikt in de populaire manga Death Note van Tsugumi Ohba en Takeshi Obata.[7][8]

### Boeken
- Mizuki, Shigeru. 水木しげるの日本妖怪めぐり (Mizuki Shigeru no Nihon Yōkai Meguri, letterlijk "Shigeru Mizuki's geesten en demonen".)
- Rabauru Senki (Herinneringen aan Rabaul)
- Mizuki, Shigeru. Graphic World of Japanese Phantoms. 講談社, 1985, ISBN 978-4-06-202381-8 (4-06-202381-4)